# 黃鰲 (1902年)
黃鰲（1902年—1950年11月19日），又名澤霖，字潤泉，外號黃四麻子，四川省崇慶縣元通場人，民國政治人物，曾任立法院立法委員。

## 生平[2][3]
- 辛亥前入四川陸軍小學。
- 保定軍官學校。
- 四川陸軍第八師陳洪范部團長。
- 民國十三年（1924年），劉成勛部國民革命軍第23軍警備司令。
- 民國十四年（1925年），任四川省會警察廳和四川省會軍事巡警廳兩廳廳長[4]。
- 民國二十年（1931年）任劉文輝部國民革命軍第24軍特科司令（相當於旅長），時稱五毒司令[5]。
- 後任第三師第四旅旅長。
- 民國廿二年（1933年）8月18日，二劉之戰後，投鄧錫侯部國民革命軍第28軍任第二路司令[6][7][8]，後任該軍第二師第三旅旅長，後改第六師[9]
- 民國廿四年（1935年），第28軍改稱第45軍，任第126師第2旅旅長。[10][11]。
- 民國廿五年（1936年）2月27日，授少將銜。
- 民國廿六年（1937年）11月3日，任軍事參議院參議。
- 民國卅二年（1943年），任四川省參議會參議員。
- 民國卅七年（1948年），當選為四川省第一選區行憲第一屆立法院立法委員。
- 民國卅八年（1949年）12月20日，任川西南人民協作軍司令，下設六個縱隊[12]，次年被中國人民解放軍第60軍收編。
- 1950年11月19日，被崇慶縣人民法庭公審判處死刑，執行槍決[13][14][15]。
- 1951年5月31日，立法院以第五會期未報到出席，出缺註銷其名籍[16]。